# Leila (romanzo)
Leila è un romanzo scritto da Antonio Fogazzaro nel 1910.
In seguito alla condanna della Chiesa cattolica per Il Santo, Antonio Fogazzaro tenta, invano, con quest'ultima opera, di rientrare nel cattolicesimo. Il romanzo, attraverso la vicenda del protagonista, discepolo del santo Piero Maironi, affronta ancora una volta il tema della riforma religiosa.

## Edizioni
- Antonio Fogazzaro, Leila, Baldini & Castoldi, Milano 1911
- Antonio Fogazzaro, Leila, a cura di Piero Nardi, Mondadori, Milano 1931
- Antonio Fogazzaro, Leila, con introduzione di Carlo A. Madrignani, Mondadori, Milano 1983
- Antonio Fogazzaro, Leila, Valerio, Torino 2006 ISBN 9788875472191